# La Lampe électrique
La Lampe électrique est un tableau réalisé par Nathalie Gontcharova en 1913. Cette huile sur toile est conservée au musée national d'Art moderne, à Paris.

## Expositions
- Apollinaire, le regard du poète, musée de l'Orangerie, Paris, 2016 — n°146.